# Actief intellect
De intellectus agens of het actief intellect is een metafysisch concept dat Aristoteles introduceerde in zijn werk Over de Ziel (Oudgrieks Περὶ Ψυχῆς (Perì Psūchês), Latijn De Anima), Boek III, hoofdstuk 4 en 5.
Dit werkend of actief intellect wordt onderscheiden van de intellectus possibilis (mogelijk intellect) en de intellectus passivus (passief intellect, Gr.: "nous dynamei" of "nous pathetikos"), en is een vermogen in de ziel waardoor de waarnemingen en de individuele begrippen ontdaan worden van hun stoffelijkheid en omgezet worden in universele begrippen; hetgeen men abstractie noemt. We zouden het intellectus agens kunnen opvatten als een soort licht van de rede dat het anders onkenbare 'Ding an sich' (Kant) kenbaar maakt. Nog anders geformuleerd: het waarneembare wordt door het activerende deel van het intellect, de intellectus agens, geschouwd.
In zijn beschrijving van de ziel voegde Aristoteles het begrip in, om zo de werking ervan zo volledig mogelijk te verklaren. 'Intellectus agens' was voor hem het 'goddelijke gedeelte' van de ziel, dat "...van buitenuit als het ware door de deur in de foetus en in de ziel binnengebracht is..." (De Anima, Boek III-5).

## Scholastieke interpretaties
Sommige middeleeuwse interpreten stelden in navolging van Avicenna, dat er maar één geest is, waaraan wij allen deelhebben. Doordat de intellectus agens de oorzaak is van de ideeën (vormen) in de menselijke geest, kan deze worden beschouwd als eerste oorzaak en wordt dit vermogen door sommige scholastieke filosofen geïdentificeerd met God.